# Neil Hodgson

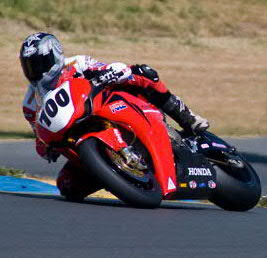
Neil Hodgson, 2008

Neil Hodgson (ur. 20 listopada 1973 w Burnley) – brytyjski motocyklista.

## Kariera

### Początki
Neil karierę rozpoczął w motocrossie w 1982 roku. Osiem lat później przesiadł się na motocykle szosowe, biorąc udział w krajowych oraz międzynarodowych mistrzostwach. W sezonie 1992 Hodgson zadebiutował w najniższej kategorii 125 cm³, w MMŚ. Reprezentując ekipę Team Burnett, Brytyjczyk ścigał się w tej serii również w kolejnych dwóch latach. Najwyższą pozycję w klasyfikacji uzyskał w roku 1993, kiedy to zajął 24. miejsce.

### 500 cm³/MotoGP
W 1994 Hodgson zadebiutował w najwyższej kategorii 500 cm³, w zespole Harris-Yamaha. Biorąc udział w kończących sezon GP Argentyny i GP Europy, zmagania zakończył odpowiednio na piętnastym i szesnastym miejscu. Uzyskał tym samym jeden punkt, który sklasyfikował go na 32. pozycji.
W sezonie 1995 Neil podpisał kontrakt z zespołem WCM-Yamaha, na pełny etat startów. Brytyjczyk okazał się najlepszym zawodnikiem w ekipie, dojeżdżając do mety w jedenastu z trzynastu rozegranych wyścigów. Pięciokrotnie znalazł się w czołowej dziesiątce, a najwyżej dojechał podczas rodzinnego GP Wielkiej Brytanii, gdzie zajął siódmą lokatę. Zdobyte punkty sklasyfikowały go na 11. miejscu.
Po długiej przerwie, Brytyjczyk powrócił do rywalizacji w MMŚ, widniejących pod nazwą „MotoGP” i korzystających z maszyn o pojemności wynoszącej 990 cm³. Hodgson związał się z ekipą d’Antin Ducati, a jego partnerem był rywal z World Superbike, Hiszpan Rubén Xaus. Na nowym motocyklu Neil nie spisywał się jednak najlepiej, będąc w cieniu kolegi z zespołu, którego pokonał w Superbike'ach. Aktualny wówczas mistrz WSBK ośmiokrotnie sięgał po punkty, trzykrotnie plasując się w pierwszej dziesiątce. Najlepszą pozycję odnotował w GP Japonii, w którym zajął ósmą lokatę. W klasyfikacji znalazł się na odległym 17. miejscu, podczas gdy jego team-partner był jedenasty. Po zakończeniu sezonu Brytyjczyk już więcej nie pojawił się w MotoGP.

### WSBK
W mistrzostwach świata Superbike’ów Brytyjczyk zadebiutował w 1996 roku. Dosiadając motocykl Ducati, zmagania zakończył na solidnym 10. miejscu. W pierwszym wyścigu na amerykańskim Laguna Seca, po raz pierwszy w karierze stanął na najniższym stopniu podium.
Kolejny sezon był jeszcze lepszy w wykonaniu Hodgsona, który uplasował się na 9. pozycji. Największym sukcesem Neila było zdobycie pole position na brytyjskim torze Donington Park. Ani razu jednak nie udało się zameldować w pierwszej trójce.
W 1998 roku Brytyjczyk przesiadł się na motocykl Kawasaki. Ponownie zaprezentował równą formę, która zapewniła mu 11. lokatę w końcowej klasyfikacji.
Dwa lata później Neil (ponownie na bolońskiej maszynie) wziął udział w trzech rundach rozegranych w Wielkiej Brytanii. Wykorzystał doświadczenie ze startów w brytyjskich Superbike'ach, stając na podium w czterech wyścigach, w tym dwukrotnie na najwyższym stopniu. Na torze Brands Hatch Hodgson dwukrotnie uzyskał również pole position oraz najszybsze okrążenie. Zdobyte punkty sklasyfikowały go na 12. pozycji.
W sezonie 2001 Hodgson powrócił na stałe do rywalizacji w MŚ, związując się z ekipą GSE Racing (startował z nią w BSB), również korzystającej z motocykli Ducati. W trakcie zmagań Neil siedmiokrotnie stawał na podium, a podczas pierwszego wyścigu na Donington Park odniósł trzecie zwycięstwo w karierze. Brytyjczyk świetną formę prezentował zwłaszcza w kwalifikacjach, w których zwyciężał cztery razy (na Lausitzring, Misano, Brands Hatch oraz Oschersleben). Dorobek przekraczający dwieście pięćdziesiąt punktów pozwolił mu zająć 4. pozycję w klasyfikacji generalnej.
Rok 2002 był jeszcze lepszy w wykonaniu Neila (zespół Hodgsona istniał pod nazwą HM Plant). Nie wygrał wprawdzie żadnego wyścigu (sezon zdominowali Edwards i Bayliss), ale dziewięć razy mieścił się w pierwszej trójce, a najgorszą uzyskaną pozycją była ósma lokata w drugim wyścigu na Lausitzringu. Trzykrotnie startował również z pierwszej pozycji - na Monzie oraz ponownie w Brands Hatch i Oschersleben. Brytyjczyk przekroczył także granicę trzystu punktów, dzięki czemu w klasyfikacji końcowej uplasował się na 3. miejscu. Warto dodać, iż w latach 2001–2002 partnerował mu jego rodak James Toseland, który dwukrotnie przegrał z nim rywalizację wewnątrz-zespołową.
W roku 2003 Hodgson przeniósł się do ekipy Ducati Fila, w której partnerował mu Hiszpan Rubén Xaus. Brytyjczyk absolutnie zdominował początkową fazę sezonu, zwyciężając jedenaście z dwunastu rozegranych wyścigów (w pierwszym podejściu w Niemczech pokonał go jedynie były team-partner Toseland). Od rundy w San Marino sytuacja diametralnie się jednak zmieniła i to Neil był pozostawiany w przegranym polu przez Xausa. W pozostałych dwunastu wyścigach triumfował tylko dwukrotnie, na torach w Holandii oraz Francji. Jego przewaga w punktacji była jednak ogromna i na koniec wyniosła ponad sto punktów na Hiszpanem, dzięki czemu Brytyjczyk po raz pierwszy w karierze został mistrzem świata. W trakcie sezonu sześciokrotnie startował z pole position, dziesięciokrotnie odnotował najszybsze okrążenie oraz dwadzieścia razy stawał na podium. Po zakończeniu rywalizacji Neil przeszedł do MMŚ i już więcej nie pojawił się w WSBK.

### BSB
W sezonie 1999 Hodgson rozpoczął starty w brytyjskich mistrzostwach Superbike, w których reprezentował ekipię GSE Racing. Debiut w serii był bardzo udany dla Neila, który zmagania zakończył na 4. miejscu.
W drugim roku współpracy Brytyjczyk zacięcie walczył o tytuł mistrzowski ze swoim rodakiem Chrisem Walkerem. Najbardziej spektakularnym zwycięstwem Hodgsona był triumf z końca stawki na torze Oulton Park. Rywalizacja o mistrzostwo trwała do ostatniej rundy, na torze Donington Park, w której doszło do dramatycznej sytuacji, kiedy to silnik Suzuki Walkera odmówił posłuszeństwa. Dzięki temu Neil zdobył swoje pierwsze mistrzostwo w karierze, w sezonie, który został uznany za jeden z najbardziej emocjonujących w historii serii. Sukces ten przyczynił się do powrotu Hodgsona do MŚ Superbike’ów.

### AMA Superbike
Po wielu spekulacjach na temat startów Brytyjczyka w sezonie 2005, ostatecznie Neil postanowił rozpocząć starty w amerykańskich mistrzostwach Superbike. Dosiadając maszynę Ducati, już w pierwszym wyścigu (na torze Daytona) znalazł się na drugiej pozycji. W dalszej fazie mistrzostw jeszcze pięciokrotnie stanął na podium, odnosząc zwycięstwo w pierwszym wyścigu na torze Road America. Zdobyte punkty sklasyfikowały go na 6. miejscu.
W kolejnym sezonie Hodgson częściej plasował się w czołowej piątce, aczkolwiek tylko trzykrotnie znalazł się na podium, za każdym razem uzyskując trzecią lokatę. Dorobek przekraczający czterysta punktów sklasyfikował go na 5. pozycji.
Po wycofaniu się zespołu Ducati z amerykańskiej serii Superbike, Brytyjczyk nie znalazł siebie posady w żadnym zespole, pomimo plotek na temat startów na Yamasze (w Ameryce) oraz na Suzuki (w WSBK). 11 kwietnia przyjął ofertę testera ekipy Ducati, zastępując kontuzjowanego Japończyka Shin’ichi Itō. Hodgson został również zaproszony na testy zespołu Rizla Suzuki z MMŚ, na torze Cadwell Park. Neil nie wziął jednak udziału w wyścigu z tą stajnią.
W roku 2008 Brytyjczyk powrócił do startów w amerykańskich Superbike'ach, w których ścigał się na nowym dla siebie motocyklu Honda. W trakcie sezonu dwukrotnie zajął trzecią pozycję, podczas zmagań na torze Miller Motopark. Ostatecznie w klasyfikacji generalnej uplasował się po raz drugi na 6. lokacie.
Sezon 2009 rozpoczął bardzo dobrze, od drugiego miejsca na Daytonie. Szansa świetny wynik w klasyfikacji końcowej została jednak zaprzepaszczona przez kontuzją, którą odniósł podczas szkolenia motocrossowego. Hodgson doznał zwichnięcia barku oraz zapadnięcia płuca, w wyniku czego opuścił trzy kolejne rundy. Do rywalizacji powrócił na obiekt Infineon. W pozostałych wyścigach ani razu nie zameldował się w pierwszej trójce, najlepsze miejsce uzyskując podczas kończącego sezon wyścigu w New Jersey. Zdobyte punkty pozwoliły mu zająć 11. lokatę. Po tym sezonie opuścił serię.

### Koniec kariery
W 2010 roku Hodgson powrócił do brytyjskich Superbike’ów, związując się z zespołem Motorpoint Yamaha. Inauguracyjna runda na Brands Hatch okazała się jednak bardzo nieszczęśliwa dla Brytyjczyka, który z powodu odnowionej kontuzji barku nie wystartował w żadnym z wyścigów. 22 kwietnia 2010 oficjalnie ogłosił zakończenie kariery na skutek urazów, jakie odniósł przed rokiem na motocyklu motocrossowym, które uniemożliwiają mu jazdę na najwyższym poziomie. W dalszej fazie sezonu zastąpił go jego rodak Ian Lowry.
Neil Hodgson jest patronem Narodowego Stowarzyszenia Niepełnosprawnych Motocyklistów.